# Pi Erydanidy
pi Erydanidy (ERI) – coroczny rój meteorów aktywny od 20 sierpnia do 5 września. Jego radiant znajduje się w gwiazdozbiorze Erydanu. Maksimum roju przypada na 25 sierpnia, jego aktywność jest określana jako niska, a obfitość roju wynosi 4 meteory/h. Prędkość w atmosferze meteorów tego roju to 59 km/s.
pi Erydanid nie można obserwować z obszaru Polski.